# J.J. Moore
Johnathan J. Moore, detto J.J. (Brentwood, 25 maggio 1991), è un cestista statunitense.